# Borneoträdskata
Borneoträdskata (Dendrocitta cinerascens) är en fågel i familjen kråkfåglar inom ordningen tättingar.

## Utseende och läte
Borneoträdskatan är en långstjärtad kråkfågel. Den har en kraftig svart näbb, svarta vingar med en vit vingfläck och varmt beigebrunt på undersida och ansikte. Arten är ljudlig och kommunicerar ofta med varandra med olika skriande och raspiga toner blandat med klinkande metalliska ljud.

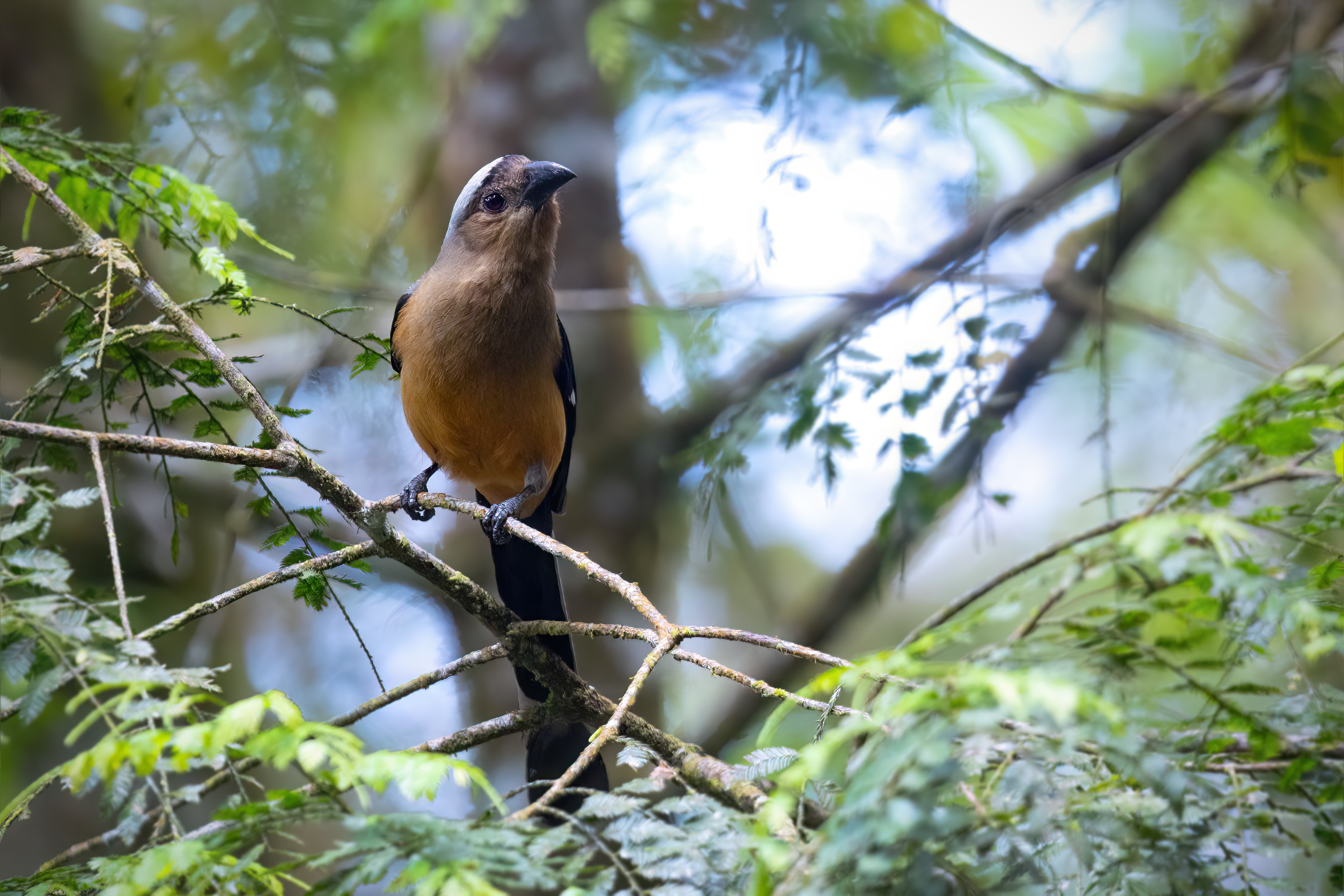

## Utbredning och systematik
Fågeln förekommer i bergsområden på Borneo. Den behandlas som monotypisk, det vill säga att den inte delas in i några underarter.

## Levnadssätt
Borneoträdskatan hittas i bergsskogar. Den är en social fåglar som ofta påträffas i flock. Arten kan vara rätt tam och lätt att komma nära, särskilt invid stigar och lägerplatser.

## Status och hot
Arten har ett stort utbredningsområde, men tros minska i antal, dock inte tillräckligt kraftigt för att den ska betraktas som hotad. Internationella naturvårdsunionen IUCN listar arten som livskraftig (LC).